# Эспьей
Эспье́й (фр. Espieilh, окс. Espielh) — коммуна во Франции, находится в регионе Юг — Пиренеи. Департамент — Верхние Пиренеи. Входит в состав кантона Ланнемезан. Округ коммуны — Баньер-де-Бигор.
Код INSEE коммуны — 65167.

## География

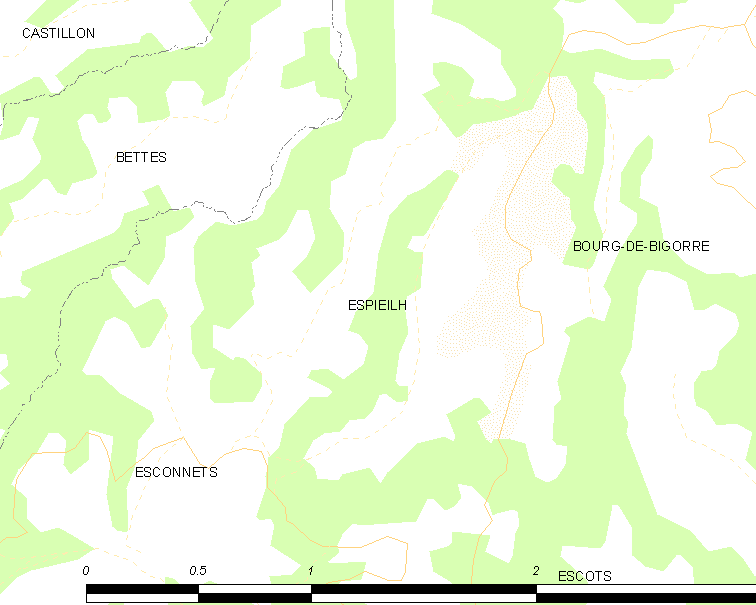
Карта коммуны

Коммуна расположена приблизительно в 670 км к югу от Парижа, в 115 км юго-западнее Тулузы, в 22 км к юго-востоку от Тарба.
По территории коммуны протекает река Лалерд.

## Климат
Климат умеренно-океанический с солнечной тёплой погодой и обильными осадками на протяжении практически всего года.

## Население
Население коммуны на 2010 год составляло 32 человека.
| 1962 | 1968 | 1975 | 1982 | 1990 | 1999 | 2010 |
| ---- | ---- | ---- | ---- | ---- | ---- | ---- |
| 70   | 69   | 51   | 51   | 44   | 45   | 32   |

## Администрация
| Период | Период | Фамилия        | Партия | Примечания |
| ------ | ------ | -------------- | ------ | ---------- |
| 2001   | 2020   | Жильбер Фуркад |        |            |

## Экономика
В 2010 году среди 21 человек трудоспособного возраста (15-64 лет) 16 были экономически активными, 5 — неактивными (показатель активности — 76,2 %, в 1999 году было 73,7 %). Из 16 активных жителей работали 15 человек (9 мужчин и 6 женщин), безработной была 1 женщина. Среди 5 неактивных 1 человек был учеником или студентом, 3 — пенсионерами, 1 был неактивным по другим причинам.